# William Davenant
Sir William Davenant, spotykana też pisownia D'Avenant (ur. 1606, zm. 7 kwietnia 1668 w Londynie) – angielski poeta, dramatopisarz i impresario teatralny. Był autorem ok. 20 sztuk teatralnych i oper. Jako poeta reprezentował dworski nurt poezji metafizycznej.

## Życiorys
Urodził się w Oksfordzie, jako syn Jane Shepherd Davenant i Johna Davenanta, burmistrza Oksfordu i właściciela zajazdu Crown Inn. Jego ojcem chrzestnym był William Szekspir, którego sam Davenant uważał później za swojego biologicznego ojca.
Studiował w Oxfordzie, następnie służył na dworze księżnej Richmond oraz Fulke'a Greville'a. Wcześnie rozpoczął działalność pisarską, w chwili śmierci Bena Jonsona był już na tyle znany, że otrzymał po nim, w 1638 roku, funkcję nadwornego poety rodziny królewskiej (Poet Laureate). Został też mianowany dyrektorem Kampanii Królewskiej przy teatrze Cockpit.
Był zwolennikiem Karola I w angielskiej wojnie domowej i walczył po jego stronie, dzięki czemu w 1643 roku otrzymał szlachectwo. Od 1646 roku przebywał na emigracji we Francji. W 1650 roku otrzymał od Karola II stanowisko zastępcy gubernatora Marylandu, ale podczas podróży do Ameryki został pojmany na morzu i uwięziony. Cały rok 1651 spędził w londyńskim więzieniu Tower – w tym czasie napisał poemat heroiczny Gondibert. Uwolniono go w 1652 roku, podobno dzięki wstawiennictwu Johna Miltona. Powrócił do działalności teatralnej, otwierając prywatny teatr (teatry za rządów purytanów zostały zamknięte) w domu swojego protektora, hrabiego Rutland. W 1656 roku wystawił tam pierwszą angielską operę, The Siege of Rhodes (Oblężenie Rodos), do której sam napisał libretto, a muzykę skomponowali Henry Lawes, Matthew Locke, Henry Cooke, Charles Coleman, George Hudson. Opera ta, składająca się “entrees” (aktów), nie zachowała się do czasów współczesnych.
Po powrocie angielskiej monarchii w 1660 roku otrzymał jeden z dwóch patentów na prowadzenie londyńskich teatrów. Założył pierwszą w Anglii szkołę aktorską, jako pierwszy wprowadził na scenę kobiety jako aktorki.
Zmarł w Londynie, jest pochowany w Poets' Corner w Westminster Abbey.